# Aeschylus
Aeschylus of Aischylos (Oudgrieks: Αἰσχύλος; Latijn: Aeschylus; Eleusis, ca. 525 v.Chr. – Gela, 456 v.Chr.) was de oudste van de drie belangrijkste Griekse tragediedichters: Sophokles was één generatie jonger, Euripides twee.

## Biografie
Aischylos, zoon van Euphorion, werd rond 525 v.Chr. geboren in een adellijke, aristocratische familie te Eleusis, in de buurt van Athene. Rond zijn 15e levensjaar maakte hij te Athene de eerste democratische omwenteling mee, die een einde zou maken aan de tirannie. In 490 v.Chr. vocht hij tegen de Perzen in de beroemde Slag bij Marathon, waar een broer van hem sneuvelde. Tien jaar later nam hij eveneens deel aan de beslissende Zeeslag bij Salamis tegen de Perzische invasievloot. Over deze slag schreef hij later zijn Perzen, het oudste van zijn bewaard gebleven stukken, dat in 472 in première ging. Aischylos was toen reeds de vijftig gepasseerd.
Hij overleed in 456 v.Chr. in Gela, op Sicilië, waar hij de laatste jaren van zijn leven vaak heen reisde om er zijn tragedies te regisseren. Volgens de legende kwam hij om het leven toen een arend (of, waarschijnlijker, een lammergier) Aischylos' kale glimmende hoofd aanzag voor een steen en een buitgemaakte schildpad op zijn hoofd liet vallen om het schild van zijn prooi te kraken. Zijn grafschrift, dat hij wellicht zelf heeft opgesteld, vermeldt alleen dat hij tegen de Perzen heeft gevochten, en verwijst in het geheel niet naar zijn literaire arbeid.
Aischylos had een zoon, Euphorion, die zelf ook tragediedichter was.

## Literaire betekenis
Aischylos' literaire productie moet enorm geweest zijn: tussen de zeventig en de negentig stukken in totaal. Dertienmaal werd werk van hem geselecteerd voor het jaarlijkse toneelfestival van de Dionysia te Athene: dertienmaal won hij de eerste prijs, voor het eerst in 484 v.Chr. Ook na zijn dood werden zijn stukken nog vaak opgevoerd, maar in populariteit raakte hij geleidelijk overvleugeld door Euripides. Beiden hadden zo hun aanhangers. Een literair portret van beide schrijvers is te vinden in de komedie Kikkers van Aristophanes, die kort na Euripides’ dood (en ruim vijftig jaar na die van Aischylos) in première ging.

## Werk
Van zijn ca. 90 stukken zijn er slechts zeven overgeleverd. Centraal thema is de mens die de goddelijke wetten overtreedt en daarmee op zichzelf en zijn nakomelingen schuld laadt. Vooral in de trilogie Oresteia kon hij dit gegeven uitwerken.
Aischylos is de grondlegger van de klassieke Attische tragedie. Hij heeft het religieuze drama ingrijpend gewijzigd door er de volgende elementen aan toe te voegen:
- invoering van een tweede speler (deuteragonist), met wie de eerste in dialoog treedt (terwijl in de vroegere drama's de dialoog plaatsvond tussen de enige speler en het koor); deze techniek maakte een concrete actie en een botsing van karakters mogelijk;
N.B. in zijn latere stukken nam Aischylos van Sophokles de derde acteur tritagonist over.
- vermindering van het lyrische gedeelte; het aandeel en de betekenis van het koor verminderde mettertijd, waardoor de handeling en de dialoog tussen de acteurs prioritair werd;
- invoering van de trilogie, bestaande uit een reeks van drie tragedies over hetzelfde onderwerp; of Aischylos ook de tetralogie (d.i. een trilogie + een saterspel) invoerde is niet zeker.

### Overgeleverde werken
- Perzen (472)
- Zeven tegen Thebe (467)
- Smekelingen (463?)

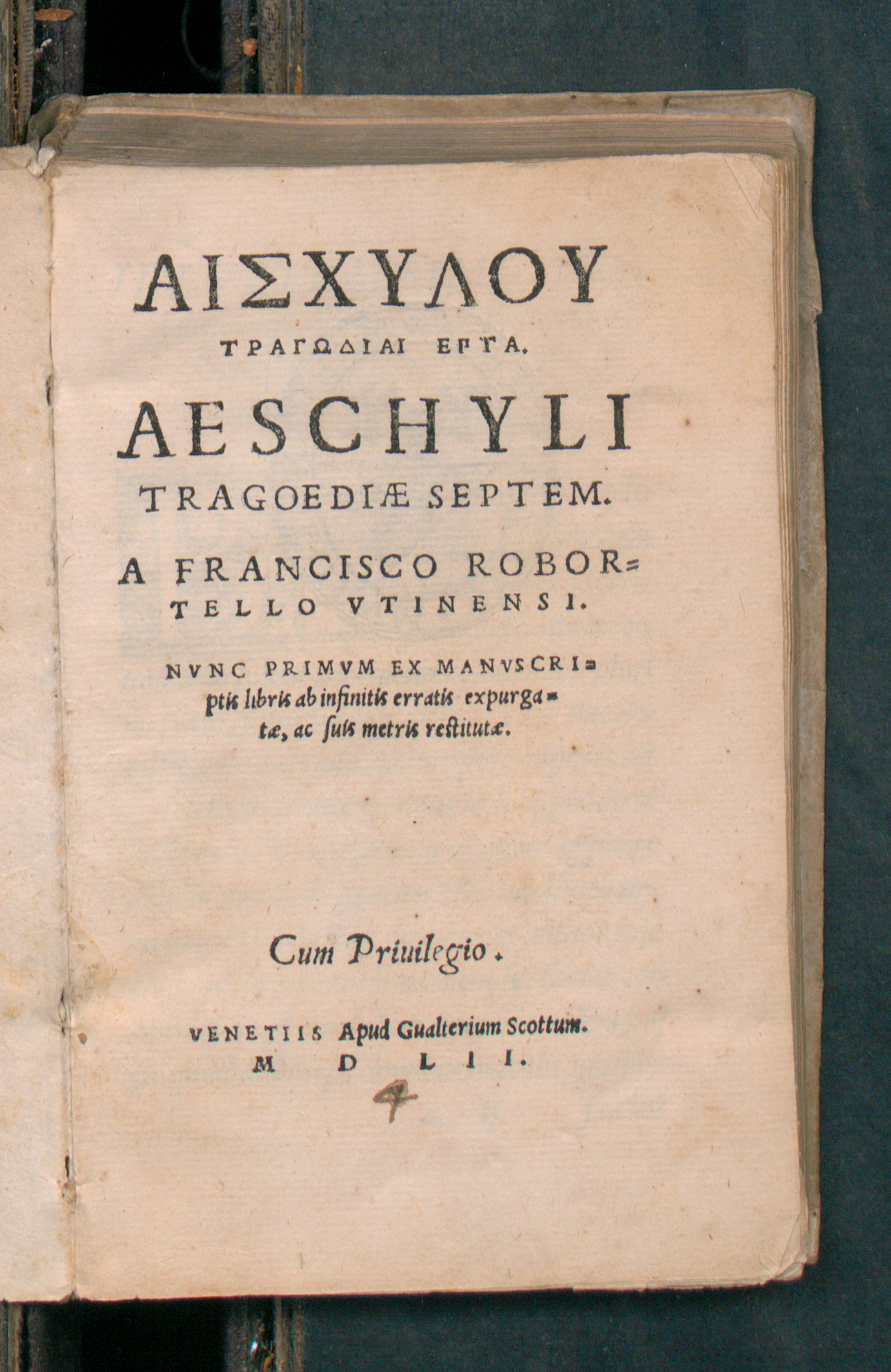
Aeschyli Tragoediae septem, 1552

- de trilogie Oresteia (458), bestaande uit:
  - Agamemnon
  - Offerplengsters
  -  Goede Geesten (Eumeniden)
- Prometheus Geboeid (480?)

### Beoordeling
Het werk van Aischylos is tegelijk filosofisch en dramatisch. De algemene gedachtegang in zijn stukken is de volgende: binnen de muren van hun stadsgemeenschap beleven de mensen voortdurend een drama, waarin zij hun actieve verantwoordelijkheid moeten opnemen. Het primitieve, fatalistische geloof in het Noodlot, dat aan ieder mens zijn lot en leed oplegt, moet bestreden worden. Aischylos’ helden zijn mensen die zich verzetten tegen dergelijke predestinatie.

Aischylos' oeuvre kan geplaatst worden in de pogingen van de Atheense democratie om vrijheden en rechten van het individu boven de collectieve en rituele verantwoordelijkheid te stellen.

## Dood
Opmerkelijk is het verhaal over de dood van Aischylos zoals verteld door Valerius Maximus in diens boek Factorum dictorumque memorabilium libri novem uit het begin van de eerste eeuw:
"De dood van de dichter Aischylos was niet willekeurig, hoewel vermeldenswaard, omdat zij zo ongewoon was. Op een dag wandelde Aischylos op Sicilië buiten de stad waar hij woonde en zat neer op een zonnige plek. De glans van zijn hoofd (hij was kaal) misleidde een arend die boven hem vloog met een schildpad in zijn klauwen. De vogel dacht dat het hoofd een rots was en liet de schildpad erop vallen om zo het schild te breken zodat hij het vlees zou kunnen eten. De creator en meester van de edele tragedie werd door de impact gedood." (Gela in Sicilië 456 v.Chr., Val. Maximus IX, 12).
Een soortgelijk verhaal bestaat ook van de hand van Plinius de Oudere in Naturalis historia (boek X, hoofdstuk 3).
Het grafschrift van Aischylos, overgeleverd in de Anthologia Graeca, telde vier regels. Het vermeldt zijn Atheense vader, zijn dood in Gela en zijn kracht in de Perzische Oorlogen, maar niet zijn literaire prestaties. Nochtans werden die op waarde geschat: toen het nieuws van Aischylos' dood Athene bereikte, kreeg hij het unieke voorrecht dat zijn werken buiten competitie werden opgevoerd.

## In Nederlandse vertaling
In het Nederlands zijn vier integrale vertalingen van Aischylos verschenen, bezorgd door L.A.J. Burgersdijk (1903), P.C. Boutens (1947), Emiel De Waele (1975) en Patrick Lateur (2024). Onder de auteurs die modernere vertalingen maakten van één of meerdere stukken, zijn Gerard Koolschijn en Marietje d'Hane-Scheltema.
Perzen (472 v. Chr) · Zeven tegen Thebe (467 v. Chr) · Smekelingen (±463 v. Chr) · Oresteia: Agamemnon, Offerplengsters, Goede Geesten (trilogie, 458 v. Chr) · Prometheus Geboeid
- Bibsys: 90075911
- Biblioteca Nacional de Chile: 000037970
- Biblioteca Nacional de España: XX841570
- Bibliothèque nationale de France: cb118881476 (data)
- Catàleg d'autoritats de noms i títols de Catalunya: 981058521447506706
- CiNii: DA00704896
- Digitale Bibliotheek voor de Nederlandse Letteren: aesc001
- Gemeinsame Normdatei: 118500856
- International Standard Name Identifier: 0000 0003 8685 5773
- Library of Congress Control Number: n79055702
- Nationale Bibliotheek van Letland: 000051922
- MusicBrainz: bb3934cc-aca7-46c2-90f4-29f7c1ccb7e7
- Bibliotheek van het Japanse parlement: 00431086
- Nationale Bibliotheek van Tsjechië: jn19981228002
- Nationale bibliotheek van Australië: 35001568
- Nationale Bibliotheek van Israël: 987007308079705171
- Nationale Bibliotheek van Polen: a0000001178058
- Nationale en Universitaire bibliotheek Zagreb: 000001985
- Nederlandse Thesaurus van Auteursnamen: 069194939
- Réseau des bibliothèques de Suisse occidentale: 02-A000003952
- Istituto Centrale per il Catalogo Unico: CFIV003888
- LIBRIS: 174753
- SNAC: w6k667p9
- Système universitaire de documentation: 086453033
- Trove: 785021
- Union List of Artist Names: 500404158
- Virtual International Authority File: 268526195
- WorldCat: E39PCjFgxQ9Bwcd3GMQvmF4gDm